# Ōban

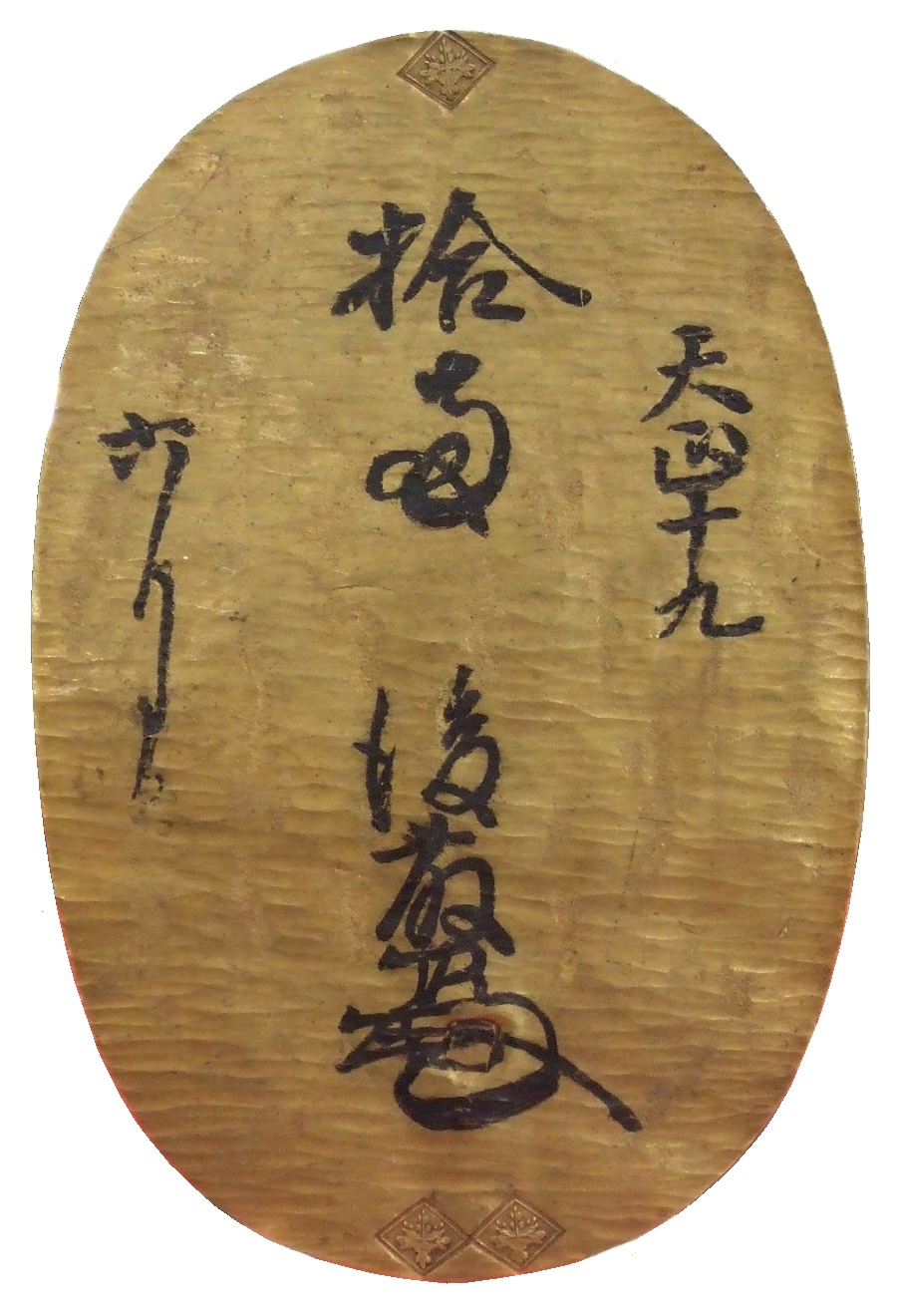
Tenshō Ōban

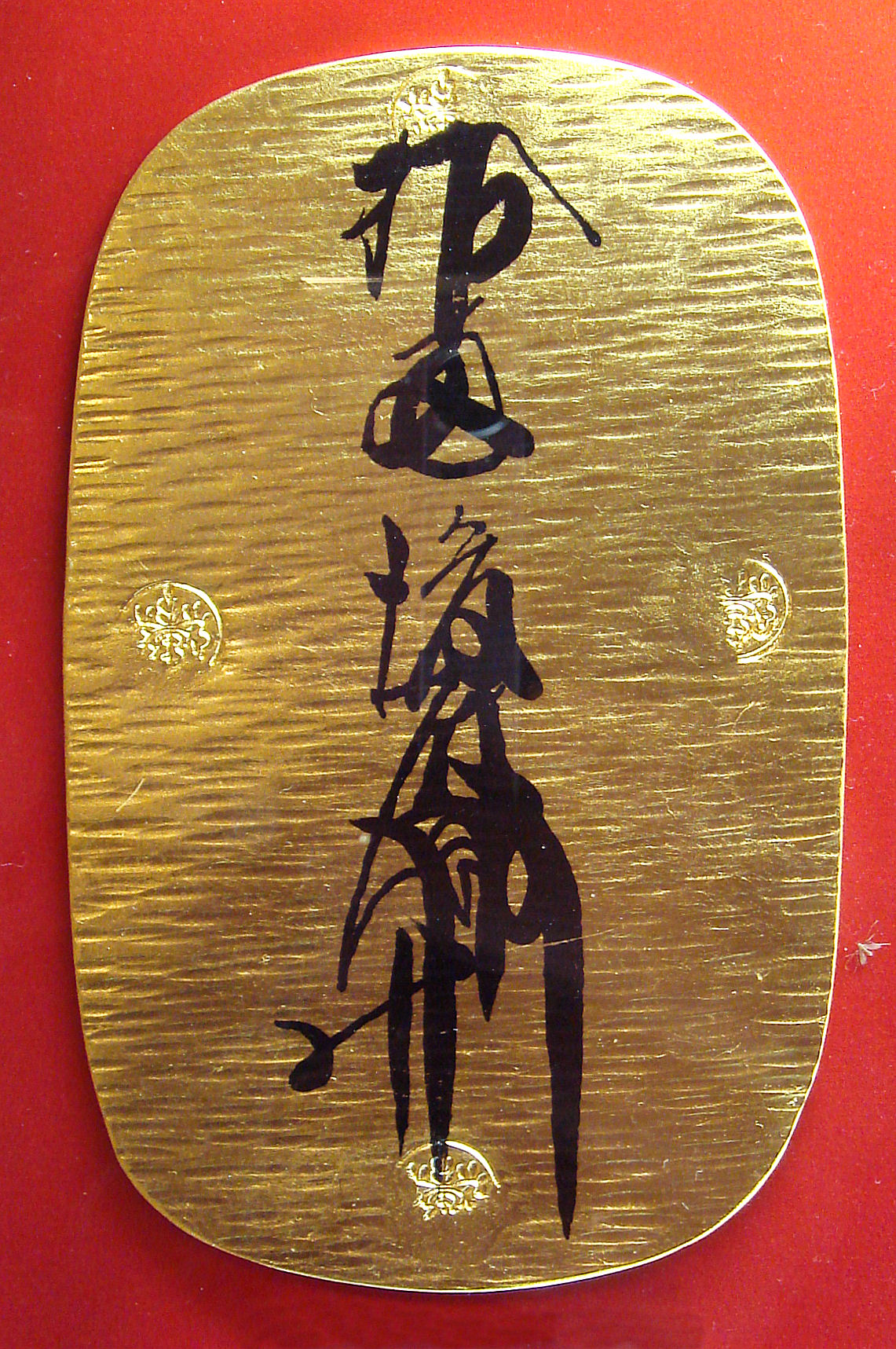
Keichō Ōban

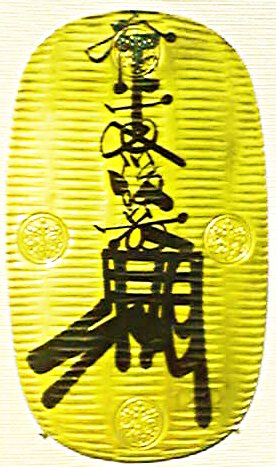
Man’en Ōban

Ōban (jap. 大判) bzw. Ōban-kin (大判金) ist eine japanische, ovale Goldmünze aus dem 15. Jahrhundert und ehemaliges Zahlungsmittel in Japan. Der Name Ōban bedeutet „große Platte“, das Suffix -kin bedeutet „Gold(münze)“. Das Material für die Münzprägung kam aus Goldminen in ganz Japan.
Sie bilden die größeren Gegenstücke der regulären Koban-Goldmünzen („kleine Platte“) die einen Wert von einem ryō hatten – der benötigten Geldmenge eine Person ein ganzes Jahr mit Reis zu ernähren –, während die frühen Ōban bis zu zehn ryō Wert hatten.
Die Besonderheit war, dass der Wert in Tusche in der Mitte von Hand aufgetragen wurde und sich die geprägten Signaturen der jeweiligen Herrscher neben, oben oder auch unter der Tuschebeschriftung befand. Auf der Vorderseite wurden Kirimon, das Paulownienblüten-Wappen (Mon) der Regierung, sowie drei, später vier Punzen darauf geprägt. Ursprünglich fanden diese Münzen nur bei Geschäften der Regierung Verwendung und waren auf Grund der Tuschemarkierung durch Leinensäckchen geschützt. Durch die genormten Größe, gleich bleibendem Gewicht und angegebenem Wert zählt die seit dem 15. Jahrhundert existierende Goldmünze zu den ersten in ganz Japan gültigen Zahlungsmitteln.
Alleine die Münzstätte Edo (heute: Tokyo) prägte 8515 Exemplare in der Herrscherzeit von Shogun Tokugawa Yoshimune (1716–1745). Nach einer nahezu dreihundertjährigen Prägezeit wurden die letzten Ōbans im ersten Jahr der Man’en-Ära im Jahre 1860 hergestellt. Am 27. Juni 1871 mit der Einführung der Währungsreformen wurde der Ōban und der Ryō abgeschafft und durch den Yen ersetzt.

## Serien
Die Tenshō Ōban (天正大判) als erste Ōban wurden 1588 (traditionelles Datum: Tenshō 16) von Toyotomi Hideyoshi geprägt. Sie waren 17 cm lang (5 sun 6 rin 5 mō), 10 cm breit (3 sun 4 rin) und hatten ein Gewicht von 165 g (44,1 momme), wobei sie aus 74 % Gold und 26 % Silber bestanden. Ihr Wert betrug 10 ryō.
Diese wurden 1601 (Keichō 6) diese von der Keichō Ōban (慶長大判) abgelöst. Ihr Goldanteil sank auf 67 %, so dass sie einen Wert von 8 ryō und 2 bu (= 8½ ryō) hatten.
Spätere Serien waren die Genroku Ōban (元禄大判) die erstmals während der Genroku-Ära (1688–1704) geprägt wurde, die Kyōhō Ōban (享保大判) aus der Kyōhō-Ära (1716–1735), die Tempō Ōban (天保大判) aus der Tempō-Ära (1830–1844), sowie zuletzt die Man’en Ōban (万延大判) ab dem Jahr 1860 (Man’en 1).